# 神奇秘譜

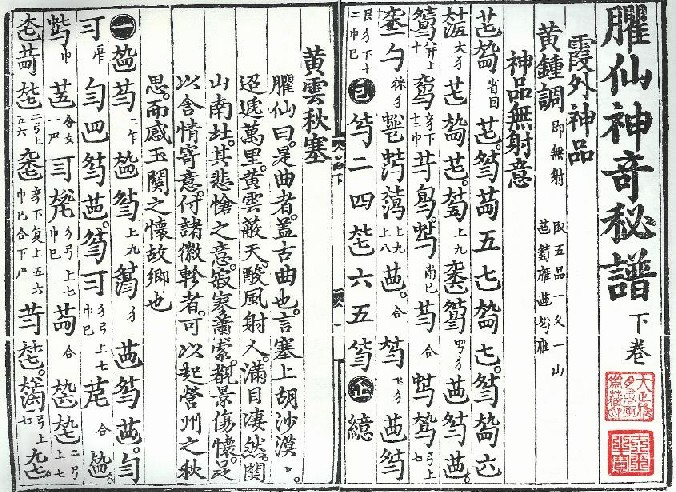
『神奇秘譜』下卷

『神奇秘譜』（しんきひふ）は、中国・明の朱権によって編纂された古琴の楽譜。朱権の号は臞仙なので、『臞仙神奇秘譜』と称される。この楽譜は洪熙乙巳年（1425年）に完成し、64首の曲を収録する。『神奇秘譜』は最初に印刷された古琴譜である。

## 内容
『神奇秘譜』は三巻本で、上卷の『太古神品』は16首の古い曲を収録する。中卷と下卷は『霞外神品』と総称する。「霞外」という名前は宋の『紫霞洞琴譜』からつけられた。中卷は27首、下卷は21首の曲を収録する。中卷と下卷に収録されたのは朱権自らが習った曲である。